# Mâtnicu Mare, Caraș-Severin
Mâtnicu Mare este un sat în comuna Constantin Daicoviciu din județul Caraș-Severin, Banat, România.

## Așezare geografică

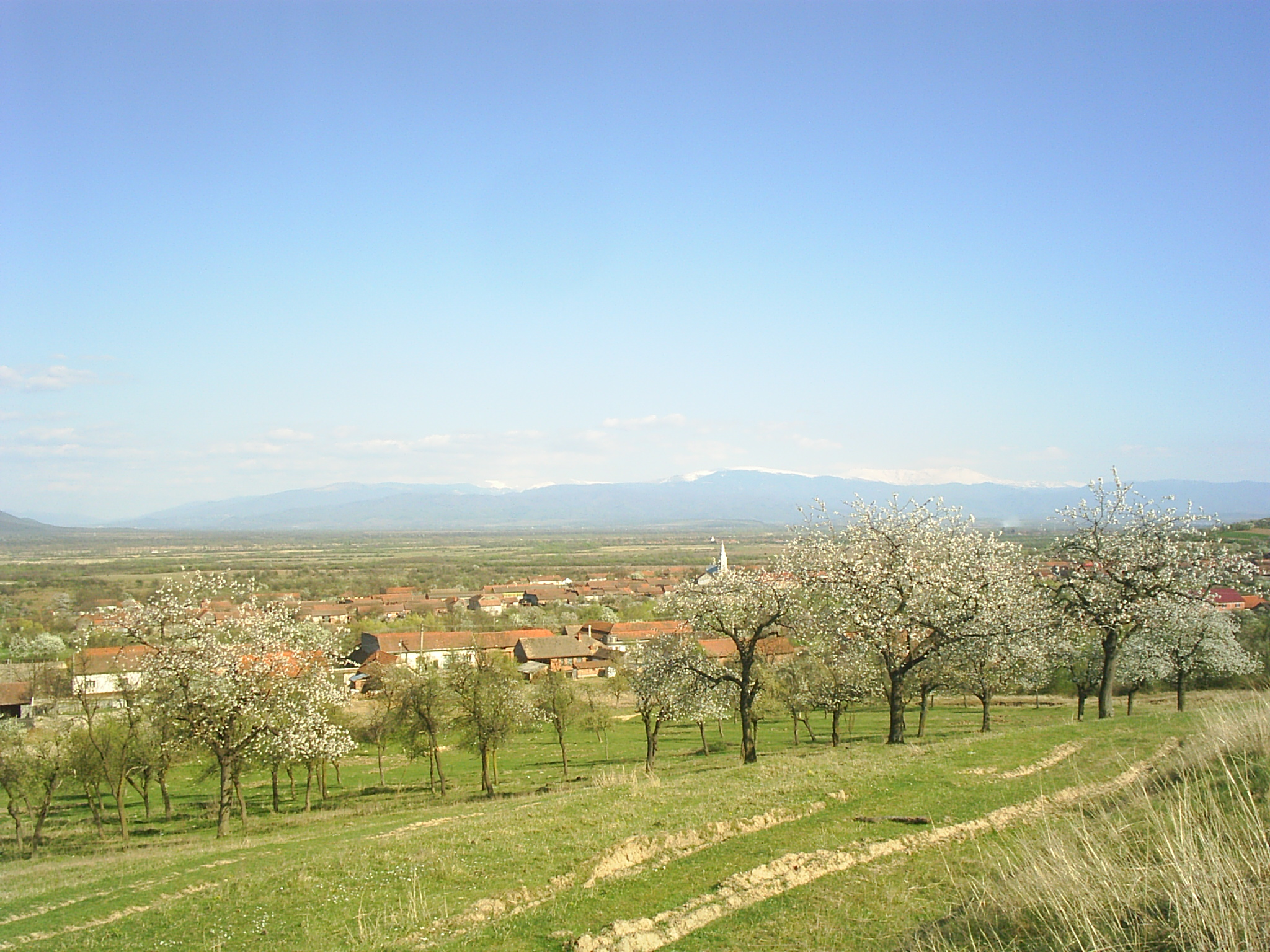
Vedere de pe deal

Mâtnicu Mare este situat în sud-vestul României, în nordul județului Caraș-Severin, având coordonatele 45º30’ latitudine nordică și 22º07’ longitudine estică. Satul este așezat pe dealurile joase, la zona de contact cu câmpia, între orașele Caransebeș și Lugoj, pe partea sudică, paralel cu râul Timiș, cu drumul principal DN6-E70 și cu magistrala feroviară care leagă cele două orașe.
	Localitatea se învecinează la SE cu Prisaca (3,5 km), la SV cu Copăcele (3 km), la S cu Ruginosu (5 km) și la NV cu Constantin Daicoviciu (3,5 km). Legătura cu drumul principal DN6-E70 și magistrala feroviară se face pe DJ 608B (drum asfaltat) prin Constantin Daicoviciu. Pe același drum, în direcția opusă, se face legătura cu Copăcele. Mai nou si drumul de legatura cu Prisaca este asfaltat. Cu Ruginosu, legătura este pe drum de pământ, parțial pietruit.

## Descriere
Numele satului Mâtnic este de origine slavă și înseamnă tulbure, probabil de la pârâul Mâtnicelul, izvorând din sud de Ruginosu, care străbate mijlocul satului, se unește cu Vâna Secănească mai jos de sat și se varsă în Timiș pe raza localității Sacu. Satul are două ulițe lungi, paralele, de o parte și alta a pârâului și alte trei tot paralele cu ele dar mai scurte. Ulița lungă dinspre răsărit se numește Ulița Mare iar cea dinspre apus este Ulița de Sus. Casele sunt dispuse de o parte și de alta pe cele două ulițe lungi și numai pe o parte pe ulițele scurte. Legătura dintre ulițe se face prin patru căi de acces dispuse perpendicular pe ulițe, numite troiane. În mod obișnuit o casă cu grădină (plaț) ocupă 3.000 m². Pârâul străbate satul prin mijloc, trecerea peste apă se face pe trei poduri de beton și două punți pietonale.
Casele construite în jurul anului 1900 erau din bârne de lemn, pe fundație de piatră, tencuite și văruite. Majoritatea erau alcătuite dintr-un hol numit tindă, unde se afla vatra focului, și două camere de locuit de o parte și de alta
În perioada interbelică a început construcția de case din cărămidă arsă, acoperite cu țiglă, astfel încât prin anii '80 nu mai existau case din lemn decât ca o anexă la casa nouă. Fiecare casă are cel puțin două camere la stradă, intrare cu poartă înaltă printr-un spațiu acoperit numit “șopru”. Curtea interioară este închisă, cu clădiri pe trei sau chiar toate laturile, în spatele casei mai este un spațiu numit “arie” în care se află depozitate lemnele de foc, platforma de gunoi ș.a., după care urmează grădina casei cu pomi fructiferi pe margini și straturile cu legume, zarzavaturi, etc.
În mijlocul satului, pe Ulița Mare, se află o piață centrală în care la răsărit se înalță biserica, pe latura sudică se situează clădirea școlii, spre nord este casa parohială iar în partea opusă bisericii este clădirea căminului cultural. Ulițele satului sunt pietruite, drumul asfaltat trece pe lângă sat și este racordat la intrarea pe cele două ulițe lungi și pe două dintre cele scurte.

## Date istorice

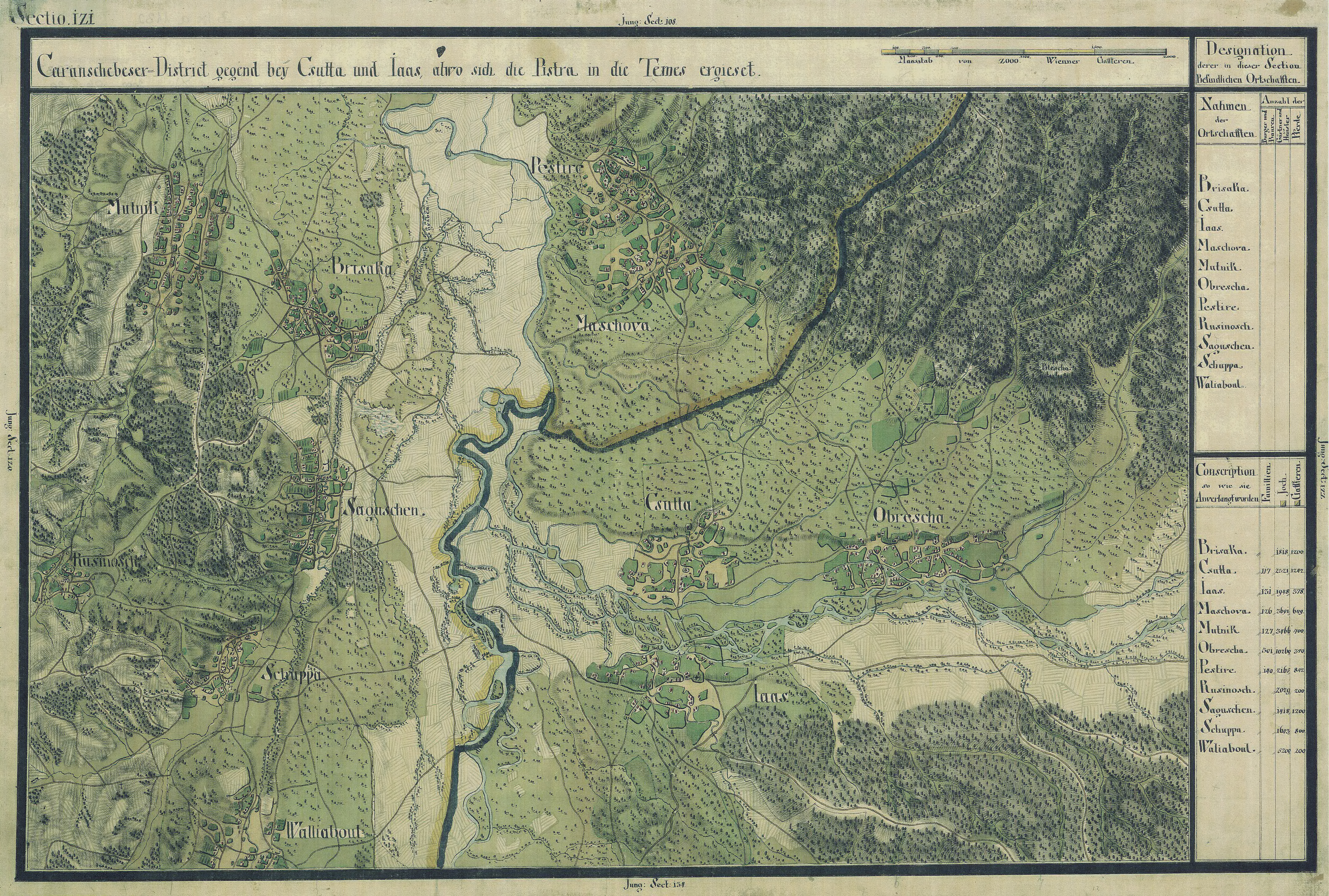
Mâtnicu Mare în Harta Iosefină a Banatului, 1769-72

Pe raza localității Mâtnicu Mare s-au descoperit vestigii arheologice din Epoca neolitică, Hallstatt și Epoca medievală, la aproximativ un kilometru sud-est de biserica din localitate spre Prisaca.(Sabin Adrian Luca-"Descoperiri din Banat", Ed. Economică, Sibiu, 2005)
Zona a fost populată de geto-daci, chiar și în timpul stăpânirii romane când se știe că populația autohtonă locuia la sate. Ținutul este dens populat, mai ales că Mâtnicu Mare este situat în apropierea fortificației de la Tibiscum.
Începând cu secolul X în zonă se organizează formațiuni statale cu caracter feudal. Din cauza luptelor dintre feudali, acestea sunt nestatornice, în continuă transformare.
Secolul al XI-lea este o perioadă de frământări și pătrunderi ale populațiilor migratoare, în special ale maghiarilor, care reușesc să-și exercite dominația asupra zonei.
Districtele din partea Caraș Severinului se bucură de o anume autonomie față de regii maghiari (sec X-XV). Scaunul de judecată era la Caransebeș, conducător fiind banul de Severin.
Prima atestare documentară este în 3 nov 1352, într-un act de donație, un anume Ștefan de Mâtnic primește domenii pe lângă râul Mâtnicel. Acesta este fondatorul familiei Mâtnic, una dintre familiile nobile românești din Banat.
Vorbind despre familia "de Mâtnic", de la început trebuie precizată distincția între localitatea Mâtnicu-Mare, locul primei atestări documentare a familiei (1352) și Ohaba Mâtnic, teritoriu adiacent terenurilor primite prin danie regală, unde locuiau cei care slujeau nobililor "de Mâtnic". Prin urmare, familia este a nobililor de Mâtnicu Mare și nicidecum ade Ohaba Mâtnic, cum greșit notează anumiți istorici.
Această familie nobiliară românească va fi una dintre importantele familii "de graniță", de a căror dezvoltare depindea libertatea ținutului Sebeș. Din această pricină, regii maghiari vor face în mod frecvent donații acesteia. 

Descendenții ramurii principale a familiei de Mâtnic, respectiv IUGA de Vozestia, BOGDAN de Mâtnic și OPRIȘA de Maciova își dispută, conform documentelor, pe parcursul secolului al XV-lea, o serie de domenii feudale din jur: Prisaca, Maciova, Tincova, Ohaba Mâtnic, Var, Ciuta, Măru, Oloșag, Dragomirești.
La 28 mai 1387, regele Sigismund de Luxemburg îi conferă lui Bogdan Românul ("Olahus"), fiul lui Ștefan de Mâtnic, și fiilor săi Ștefan, Dionisie, Ladislau, Nicolae și ladislau cel Tânăr cnezatul Măru, (Almalfa) de pe malul râului Bistra, unde Bogdan va fi cnez, urmând tatălui său, Ștefan.
La 1463, Ștefan V, Mihai III și Gheorghe I de Mâtnic sunt dăruiți de către Matei Corvin cu moșia Beregsăul Mare din comitatul Timiș.
Alți descendenți, Mihai II de Mâtnic, strănepotul lui Bogdan I și fiul lui Blasiu, alături de Ștefan V de Mâtnic, fiul lui Dionisie, fratele lui Blasiu,  ajung bani de Severin, una dintre funcțiile cele mai importante ale vremii. În anul 1561, castelan de Caransebeș îl găsim pe Francisc de Mâtnic.
În 1658, zona trece sub dominație otomană (timp de 30 de ani). Din 1718, Banatul, prin pacea de la Passarowitz, trece sub dominația habsburgică.
Din 28 iulie 1919, întregul Banat a intrat sub administrația română.
Comuna Mâtnicu Mare dă țării 24 de martiri în Primul Război Mondial, așa cum se menționează pe monumentul de mozaic ridicat în anul 1937, în piața centrală: Albai Petru, Bătrânu Gheorghe, Borchescu Petru, Cornean Nicolae, Cornean Pavel, Cătălincea Simion, Dina Dumitru, Drăgoi Martin, Damian Petru, Franio, Ștefan, Lața Nicolae, Moise Petru, Neagu Octavian, Poru Ilie, Posipal Ioan, Poru Alexandru, Poru Trandafir, Pleșivu Pahomie, Pârvan Ioan, Ștefănigă Dimitrie, Ștefănigă Martin, Ștefănigă Dumitru, Ștef Lazăr, Toma Ioan.
Eroii celui de al doilea Război Mondial, fii ai acestui sat sunt: Cornean Vichentie, Necșa Gheorghe, Sârbu Ioan, Boc Antoniu și Pleșivu Ioan.

## Biserica

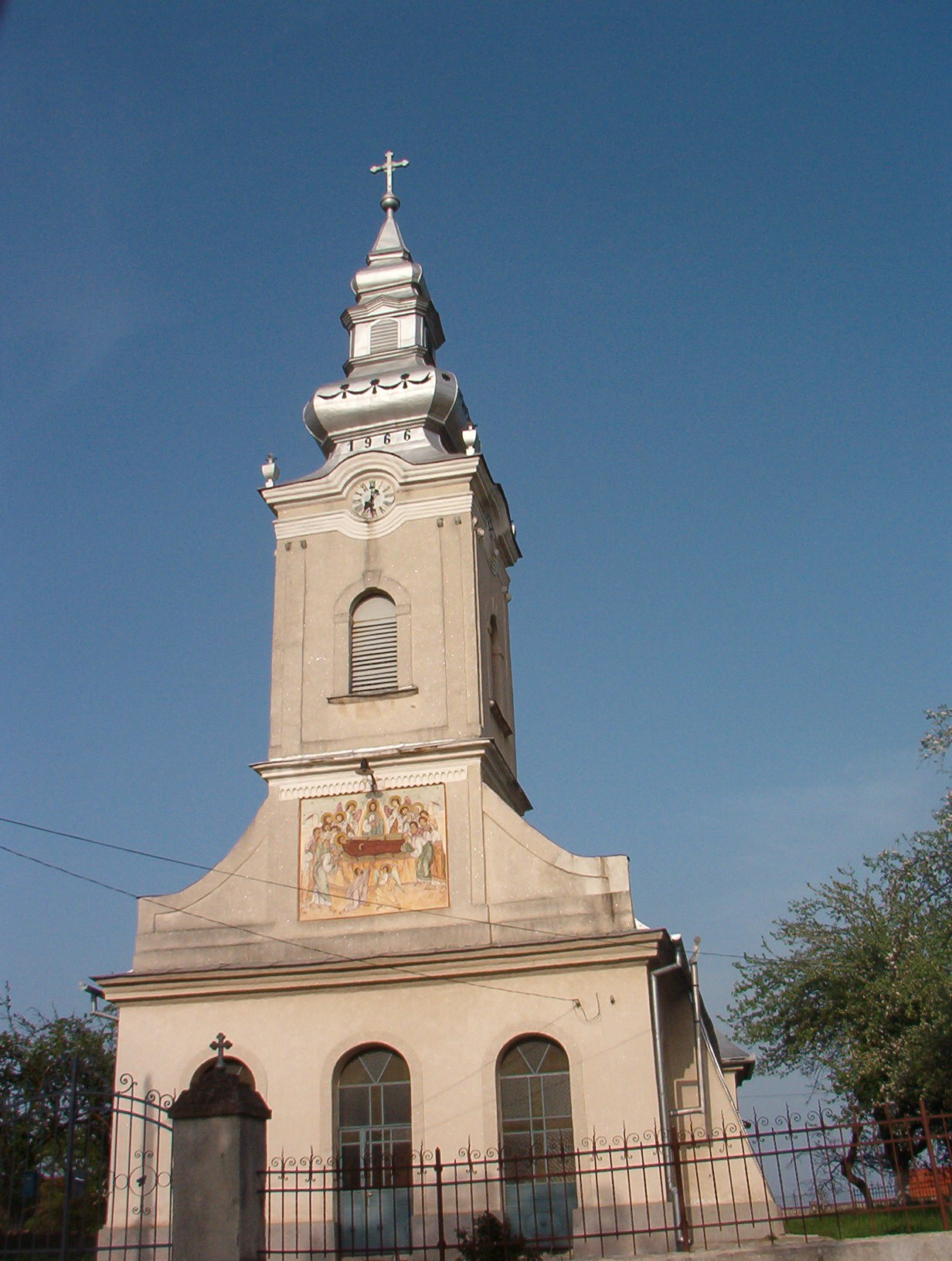
Biserica Mâtnicu Mare

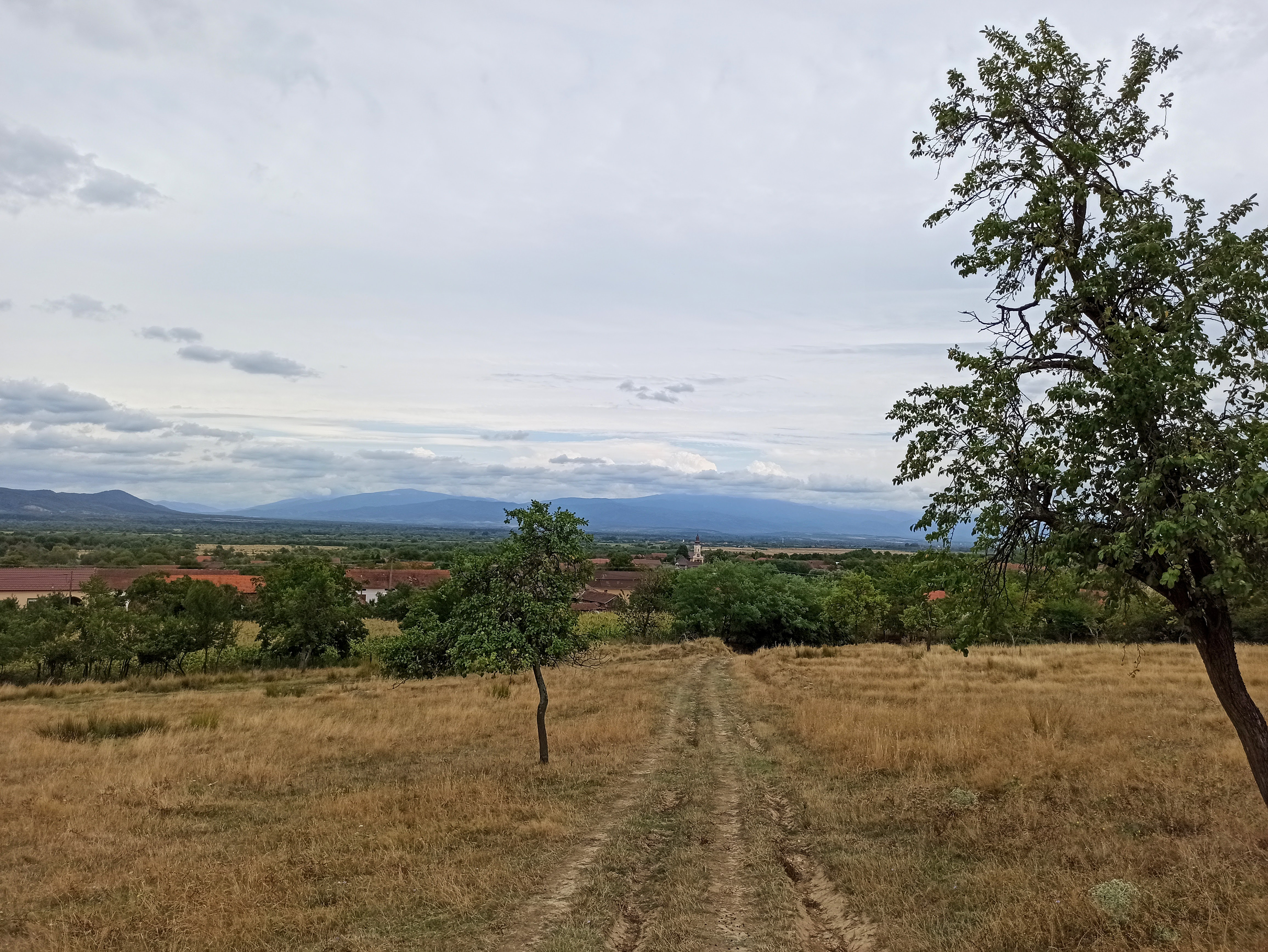
Vedere de pe deal

Existența unei biserici la Mâtnicu Mare este dovedită de faptul că pe sigiliul sătesc ce circula pe la începutul veacului al XVIII-lea era gravată o biserică.
	Actuala biserică ortodoxă cu hramul “Adormirea Maicii Domnului” a fost zidită în perioada 1815-1816. Turla se va ridica în 1843 iar acoperirea cu tablă s-a făcut în 1866. Dintre odoarele de preț ale bisericii trebuie amintite: Evanghelia, tipărită în 1786 la București, un Penticostar, tipărit în 1872, tot la București (predate la Arhiepiscopia Timișoara), câteva icoane de la 1815. Preoții despre care sunt date că au slujit la biserica din Mâtnicu Mare sunt: Ianoș (Ianăș) 1745, Constantin Enea 1751-1756, Petru Ianoșovici 1757-1783, Naum 1783-1791, Petru Tablă 1815-1825, Matei Tablă 1815-1846, Ioan Tablă 1817-1852, Dimitrie Tablă 1833-1870, Ioan Ștefanovici 1845-1888, Nicolae Tablă 1848-1883, Ioan Lația 1873-1899, Ioan Bogdan 1900-1913, Gheorghe Bria 1913-1931, Pavel Cornean 1922, Eftimie Lepăduș 1931-1933, Iova Drăghina 1933-1947,(între anii 1947-1948 este întemnițat vreme de 3 luni pentru propagandă anticomunistă, conform sentinței 1.502/18 noiembrie 1947.)1948-1954 , Remus Olariu, Gheorghe Cornean, Ioan Barbăroșie 1947-1948, Rusalin Trica 1954-1972, Ioan Gorcinsky 1972-1973, Gheorghe Șuvăgău 1973-1996, Nicolae Hațiegan 1996-2000, Raul Vasile But noiembrie 2000-până în prezent.

## Școala
Prin Planul pentru reforma școlară din Banat, aprobat de împărăteasa Maria Tereza în 1772 începe organizarea școlilor sătești în Banat. În conformitate cu Consignatio scholarum graeci ritus uniti nationalium, din 1791, la Mâtnicu Mare erau 91 de băieți , 56 de fete apți de școală și frecventau cursurile 14 copii, învățător fiind Martin Cornean, cunoscător de limba română și sârbă.
	Într-o statistică întocmită în anul 1877 se arată că la Mâtnicu Mare mergeau la școală 58 de băieți și 36 de fete.
	Clădirea actuală a școlii a fost construită în anii 1891-1894 "pe spesele Bisericei Greco-Ortodoxe din Mâtnic", fiind școală confesională și completată cu încă o sală în 1934-1936, când deja intrase în posesia statului român.
	Lista învățătorilor cunoscuți care au predat la această școală: Martin Cornean (1791), Ioan Scriban (1856-1891), Ioan Roșca (1891-1930), Corneliu Roșca (1931), Gheorghe Dobrean (1932), Ștefan Dumitrașcu (1932-1949, 1952-1958, 1961-1971), Nicolae Bugariu (postul II, 1934), Sofia Matei (1943-1945), Paraschiv Roșca (1945-1954), Pătrașcu Victor (1954-1961), Stan Gealatu (II, 1958-1967), Achim Lidia (1964-1965), Andraș Ana (1965-1968), Benec Ilie (1968-1973), Remus Avram (1971-1979), Antonie Zgaverdea (1974-1975), Ileana Bălan (1975-1976), Radu Dimitrie ( 1976-1981), Panga Dorina (1990-1992), Ioan Cornean (1981-1990, 1992-prezent).
	Fii ai satului care au învățat la această școală :
Profesori: Poru Ioan (n.1932), Dumitrașcu Doina (căs. Boldea, n.1934),Borlovan Dorin,(n.1936) Dumitrașcu Emil (n. 1938), Pupșa Aurica (căs. Sănătescu, n. 1947), Ștefănigă Petru (n. 1948), Pupșa Ana (n. 1951), Pupșa Maria (căs. Manzur, n. 1955), Gulea Ionela (n. 1969), Cerna Ramona (n. 1978), Iova Petru-Daniel(n.1979),Anderca Lucian(n.1982), Iova Alina Doriana (cas. Balan, n. 1981), Roșca Elena Oana (cas. Vladulescu, n. 1986);
Ingineri: Drăgoi Gheorghe (n. 1947), Drăgoi Gheorghe (n. 1955), Stan Dorica (n. 1955), Cârlia Gheorghe (n. 1956), Pupșa Petru (n. 1960), Cârlia Ioan (n. 1961), Cârlia Lucia (n. 1966), Albai Daniel (n. 1979), Cerna Ionuț (n. 1981), Iova Vasile Ionut (n. 1984);
Economiști : Mezin Mărioara (căs. Toma, n. 1957), Ștefănigă Ion (n. 1959);
Avocați, juriști: Ișfan Adriana (căs. Pușcaș, n. 1960), Cârlia Gheorghe (n. 1956);
Farmaciști: Popovici Rodica Eva (n. 1963).

Școala din Mâtnicu Mare,1934
Școala din Mâtnicu Mare, 1957
Școala din Mâtnicu Mare, 1966
Școala din Mâtnicu Mare, 1969

## Primăria
Mâtnicu Mare a fost comună cu primărie proprie în perioada 1920-1943. După 1943 satul aparține de comuna Căvăran (astăzi C. Daicoviciu). Șirul primarilor care au condus comuna în această perioadă este următorul: Pavel Cornean (1920-1922, 1929-1930), Dumitru Zgriban (1922-1926, 1931-1932), Ion Ștefănigă (1926-1929), Alexandru Albai (1930-1931), Gheorghe Ștefănigă (1932-1933, 1939-1940), Mircea Moisă (1933-1938), Ion Ștefănigă (1938-1940, 1941-1943), Petru Pleșivu (1940-1941).